# Виссер, Мария Тесселсхаде
Мария Тесселсхаде Виссер (нидерл. Maria Tesselschade Roemers Visscher; 21 марта 1594 — 20 июня 1649) — нидерландская поэтесса, переводчица и гравировщица.
Была дочерью Румера Виссера. Имя Тесселсхаде получила в честь острова Тексел, около которого осенью 1593 года её отец потерял своё торговое судно. Вместе с сестрой Анной Виссер они были единственными женщинами, входившими в кружок интеллектуалов Мёйдена. По воспоминаниям современников, отличалась красотой и талантом, которым превосходила сестру. Одним из первых её поклонников был поэт Гербранд Адрианс Бредеро, посвятивший ей драму «Lucelle» (1616). В 1623 году вышла замуж за морского офицера Алларда Кромблаха. В 1634 году потеряла свою девятилетнюю дочь, на следующий день, 28 мая, мужа, а в 1647 году — младшую дочь. Скончалась спустя два года, как считается — от горя.
Выполнила перевод на голландский язык «Освобождённого Иерусалима» Торквато Тассо, который был неполным и к настоящему времени почти утрачен. Свои стихотворения писала в том числе на французском и итальянском языках. Наиболее известной поэмой её авторства является «Onderscheyt tusschen een wilde en een tamme zanghster». Собрания её стихотворений издавались в 1852 и 1918 годах.